# Bezirk Burtnieki
Der Bezirk Burtnieki (Burtnieku novads) war ein Verwaltungsbezirk im Norden Lettlands in der historischen Landschaft Vidzeme, der von 2009 bis 2021 existierte. Im Zuge der Verwaltungsreform 2021 wurden die Gemeinden Teil des Bezirks Valmiera.

## Geographie
Im Gebiet liegt der Burtnieker See (lettisch: Burtnieku ezers), südlich davon Burtnieki. Die unter Naturschutz stehenden Uferwiesen sind Sammelplatz und Nistplatz für zahlreiche Vogelarten.

## Bevölkerung
Der Bezirk bestand aus den fünf Gemeinden (pagasts) Ēvele, Matīši, Rencēni, Valmiera (Land), Vecate sowie dem Verwaltungszentrum Burtnieki. 8487 Einwohner lebten 2010 im Bezirk Burtnieki.